# Emma van Anhalt-Bernburg-Schaumburg-Hoym

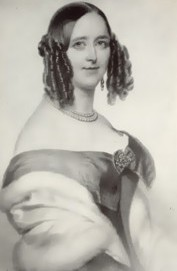
Emma van Anhalt-Bernburg-Schaumburg-Hoym

Emma van Anhalt-Bernburg-Schaumburg-Hoym (Heerlijkheid Schaumburg, 20 mei 1802 — Bad Pyrmont, 1 augustus 1858) was een Duitse prinses. Ze was de grootmoeder en naamgever van Emma van Waldeck-Pyrmont, vanaf 1879 koningin der Nederlanden.
Zij was de dochter van Victor II van Anhalt-Bernburg-Schaumburg-Hoym en Amalia van Nassau-Weilburg, en daarmee een kleindochter van prinses Carolina van Oranje-Nassau.
Zelf huwde ze op 26 juni 1823 met George II van Waldeck-Pyrmont.
Toen haar echtgenoot overleed nam Emma tot 1852 als regentes de regering waar. 
Het paar kreeg vijf kinderen:
- Augusta (1824-1893), later gehuwd met Alfred van Stolberg-Stolberg
- Jozef (1825-1829)
- Hermine (1827-1910), later getrouwd met Adolf I George van Schaumburg-Lippe
- George Victor, (1831-1893) later eerst gehuwd met Helena van Nassau en daarna met Louise van Sleeswijk-Holstein-Sonderburg-Glücksburg. Hij was de vader van de Nederlandse koningin Emma en dus de grootvader van koningin Wilhelmina
- Walraad (1833-1867)